# ألبرتو فاسكيز مارتينيز
ألبرتو فاسكيز مارتينيز (بالإسبانية: Alberto Vázquez Martínez)‏ هو سياسي مكسيكي، ولد في 9 مارس 1967 في ولاية كيريتارو في المكسيك. حزبياً، نشط في حزب العمل الوطني. وقد انتخب عضو مجلس النواب المكسيك.